# Daouda Compaoré
Daouda Compaoré (ur. 6 stycznia 1973) – burkiński piłkarz grający na pozycji bramkarza.

## Kariera klubowa
Compaoré jest zawodnikiem klubu ASFA Yennega ze stolicy kraju Wagadugu. Kilkukrotnie sięgał z nim po mistrzostwo pierwszej ligi burkińskiej, a także zdobywał z nim Puchar Burkiny Faso, Puchar Liderów Burkiny Faso i Superpuchar Burkiny Faso.

## Kariera reprezentacyjna
W 2004 roku Compaoré był rezerwowym bramkarzem reprezentacji Burkiny Faso podczas Pucharu Narodów Afryki 2004 i nie wystąpił na nim w żadnym spotkaniu.